# Schloss Johannisborg

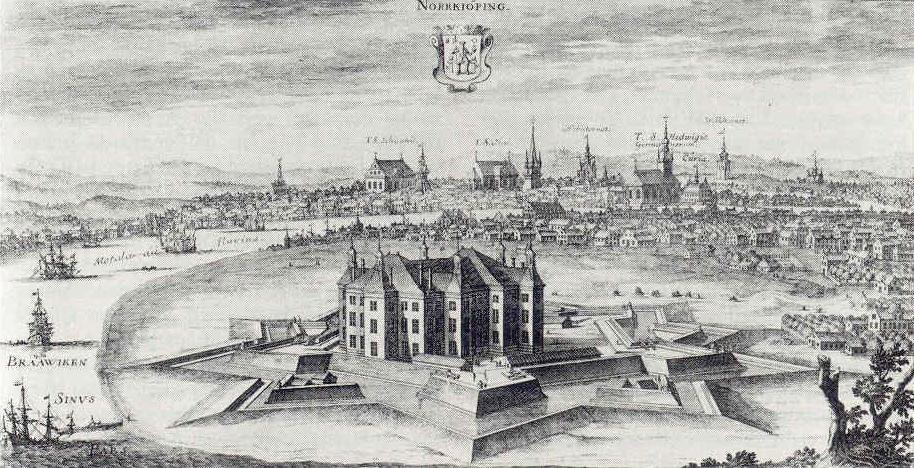
Schloss Johannisborg um 1700, Norrköping im Hintergrund.

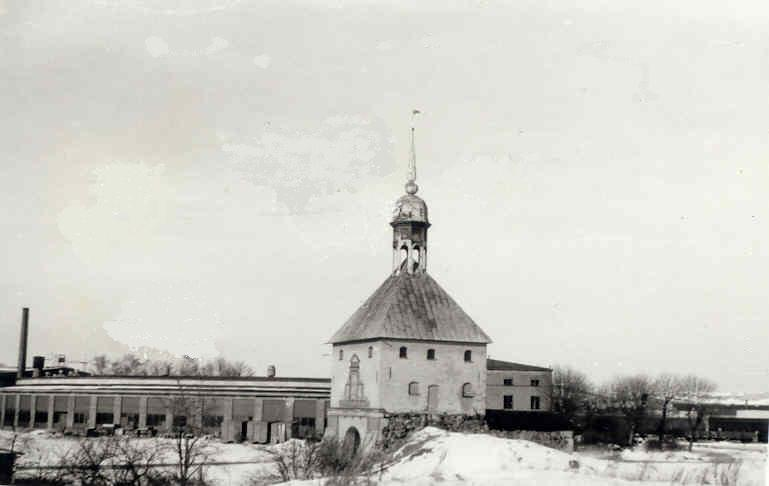
Torturm mit Lokschuppen im Hintergrund um 1985.

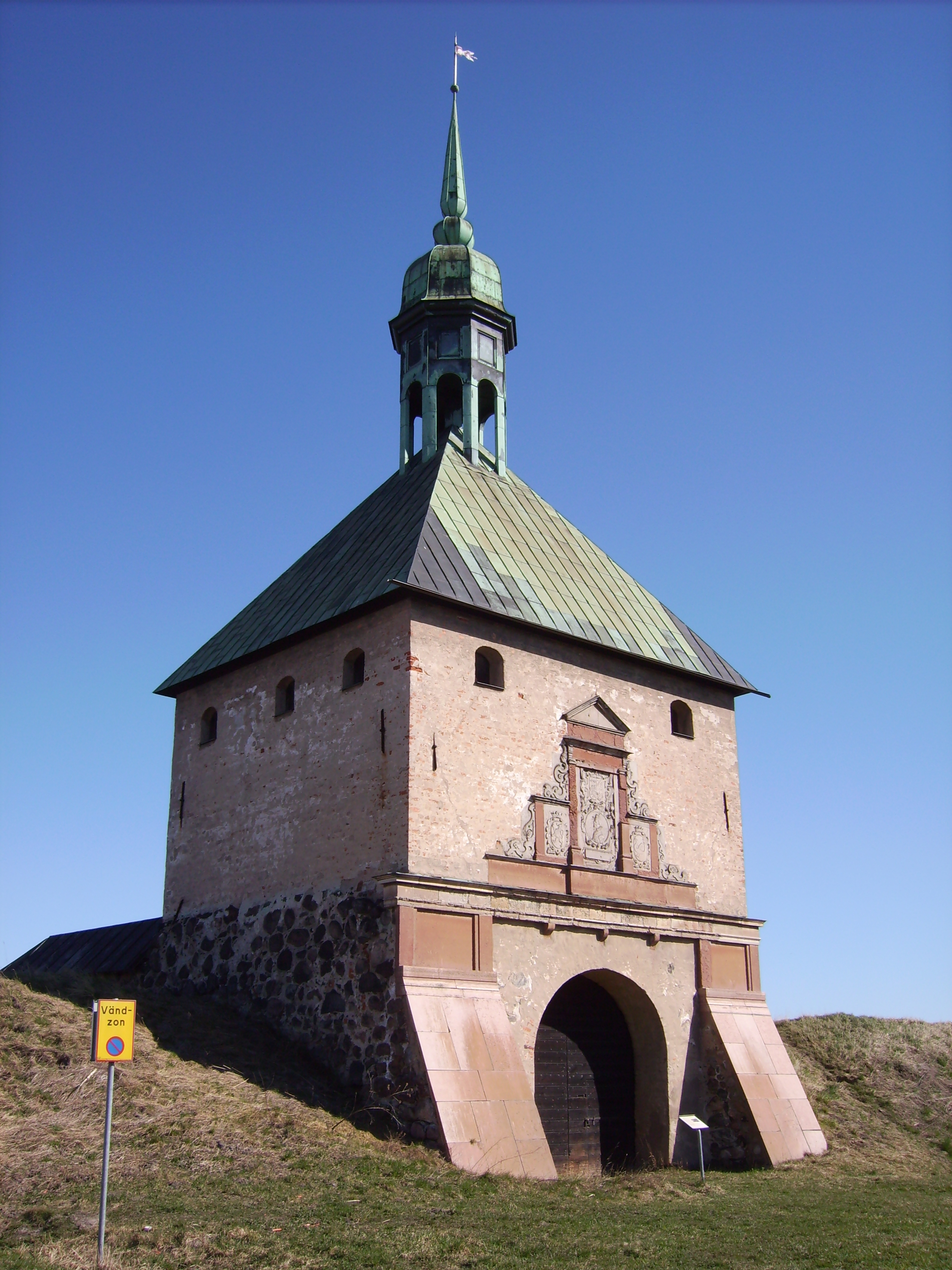
Der Torturm heute.

Schloss Johannisborg war ein einst befestigtes Schloss bei Norrköping, nördlich des Motala ström. Mit dem Bau wurde durch die Grundsteinlegung durch Herzog Johann von Östergötland am 3. Mai 1614 begonnen. 700 Knechte und Soldaten waren mit der Errichtung des in drei Stockwerken hohen und mit sechs Turmspitzen versehenen Baus beschäftigt.

## Geschichte
Das Stadtschloss von Norrköping, Norrköpingshus, brannte 1604 nieder. Anstatt das erst 1578 fertiggestellte Schloss, das ein Fachwerkbau gewesen war, wiederaufzubauen, ließ der Herzog von Östergötland ein neues Schloss außerhalb der Stadt errichten. Johannisborg war als Alterssitz für die Frau des Herzogs, Maria Elisabet Wasa, gedacht, doch war das Schloss noch nicht fertiggestellt, als das junge Herzogspaar im Abstand von wenigen Monaten 1618 auf Schloss Bråborg verstarb. Johannisborg ging daraufhin an die schwedische Krone. Aufgrund der schlechten Bodenverhältnisse mussten immer wieder Reparaturen durchgeführt werden und die Arbeit am Schloss selbst ruhen, so dass das Dach erst 1639 gelegt werden konnte.
Der Architekt hinter dem Schlossneubau war Hans Fleming, der bereits das einst in der Stadt gelegene Norrköpingshus errichtet hatte. Er plante das neue Schloss mit einer starken Befestigung, die „einen Riegel für die Stadt“ bilden und einen Angriff vom Meer aus verhindern sollte. Die Befestigungen formten einen Stern mit fünf Ecken und waren von einem Wassergraben umgeben. An der Südseite, zur Stadt zugewandt, befand sich ein Torturm. Als Verteidigung sollten 30 Kanonen dienen, die jedoch nie alle im Schloss ankamen, und 3.600 Mann Besatzung, die auf dem 130.000 m² großen Areal Platz hatten.
Mit dem Thronverzicht von Königin Christina im Jahre 1654 erhielt diese die Stadt Norrköping und Schloss Johannisborg zu ihrer Versorgung. Nachdem ihr Nachfolger Karl X. Gustav verstorben war, kam sie vom europäischen Festland zum Reichstag nach Schweden, um ihren Anspruch auf die Versorgungsländereien zu wahren. Auf dem Reichstag wurde ihr zwar das Recht abgesprochen, kirchliche Würdenträger zu ernennen, doch behielt sie ihre Ländereien. Nach dem Reichstag wohnte sie eine Zeit lang in Norrköping und Schloss Johannisborg, bevor sie 1661 wieder nach Zentraleuropa zog. Nach Christinas Tod am 9. April 1689 ging Norrköping samt Schloss wieder an die schwedische Krone.
Beim Einfall der Russen 1719 war Johannisborg so weit verfallen, dass es den Angriff nicht verhindern konnte und Norrköping niedergebrannt wurde. In den folgenden Jahren diente das Schloss der Bevölkerung als Steinbruch für den Wiederaufbau der Stadt und wurde so dem weiteren Verfall preisgegeben.
Heute sind bis auf den Torturm und drei der ehemals fünf Befestigungsspitzen fast keine Spuren mehr sichtbar. Die zwei anderen Spitzen wurden in den 1930ern mit Industriegebäuden überbaut und durch die Errichtung des Güterbahnhofs in der Nähe und den Neubau eines Postterminals Anfang der 1980er gingen weitere Spuren verloren. Nur noch die Inschrift auf dem Torturm, dessen Dach rekonstruiert wurde, weist den einstigen Bauherrn Johann von Östergötland aus.